# Musée allemand de la chaussure de Hauenstein
Le musée allemand de la chaussure de Hauenstein est un musée sur le développement de l'industrie de la chaussure dans le sud-ouest du Palatinat à Hauenstein (Palatinat) en Allemagne. Outre les aspects techniques de la fabrication de chaussures, l'histoire sociale et quotidienne est également présentée, dans une ancienne usine de chaussures, sur quatre étages.

## Histoire
Le musée montre les débuts de l'industrie de la chaussure à Pirmasens. Au milieu du XIXe siècle, Pirmasens est le site le plus important de l'industrie de la chaussure en Allemagne. Cela a un impact sur la commune de Hauenstein, située à 22 km, qui n'était composée principalement que de petits agriculteurs et d'ouvriers forestiers. En 1886, les frères Seibel fondent leur première entreprise de fabrication de chaussures à Hauenstein, à partir d'activités de sous-traitance pour les usines de Pirmasens. En 1914, on dénombre 20 usines avec plus de 1 000 employés. Malgré l'occupation française, la crise économique et l'économie de guerre, le nombre d'usines est porté à 35 en 1960. Après cela, une grave crise structurelle dans l'industrie allemande de la chaussure s'installe en raison de l'automatisation croissante et de la délocalisation de la production vers des sites étrangers, ce qui entraine la fermeture de nombreuses entreprises.
Le musée est maintenant situé dans l'une de ces anciennes installations de production.
Ce musée est rattaché au musée allemand du cuir à Offenbach-sur-le-Main.

## Le musée
Au rez-de-chaussée, dans le hall d'entrée, la plus grande chaussure au monde (L x l x h : 7,14 m x 2,50 m x 4,20 m ; poids = 1 500 kilos) accueille les visiteurs, ensuite sont montrés les débuts de la fabrication de chaussures de 1740 à 1918, une machine à vapeur et un appartement pour les employés d'une fabrique de chaussures. Une présentation audio-visuelle sur l'industrie de la chaussure et la culture de la chaussure y est installée
On passe directement au 2e étage (période 1900-1945) : le point de départ de la visite est dédié au commerce de chaussures en plein essor et à la publicité pour chaussures. On y découvre 50 machines à chaussures utilisées dans les usines. On y voit le fonctionnement de l'industrie de la chaussure pendant la période le Troisième Reich. Il y est raconté l'histoire de la marque Romika (de) dont les trois fondateurs et propriétaires juifs, Rollmann, Michael und Kaufmann ont, pendant cette période, perdu l'exploitation de leur entreprise et qui, après la guerre, ne parviendront pas à la récupérer.
Ensuite, on redescend au 1er étage, (période 1945-début XXIe siècle), le musée montre l'impact de la Seconde Guerre mondiale sur l'industrie de la chaussure et le type de chaussures. Le visiteur est guidé à travers un appartement typique des années 1960 et voit dans un salon de chaussures entièrement meublé et comment l'ajustement des nouvelles chaussures est vérifié avec un appareil utilisant des rayons X. À la fin de la visite, les questions globales du XXIe siècle sont abordées comme la crise du commerce de détail, la fabrication dans les pays à bas salaires et les chaussures en tant que produits de masse et « jetables ». On y voit la plus grande paire de chaussures du monde en pointure 247. À la fin de la visite, sont présentées les chaussures de certaines célébrités telles qu'Angela Merkel et Joschka Fischer.

## Récompense
Le musée a reçu un prix dans le cadre du concours européen des musées, le jury ayant jugé qu'il allie bien la présentation de la culture de la chaussure et de l'histoire sociale.

## Galerie

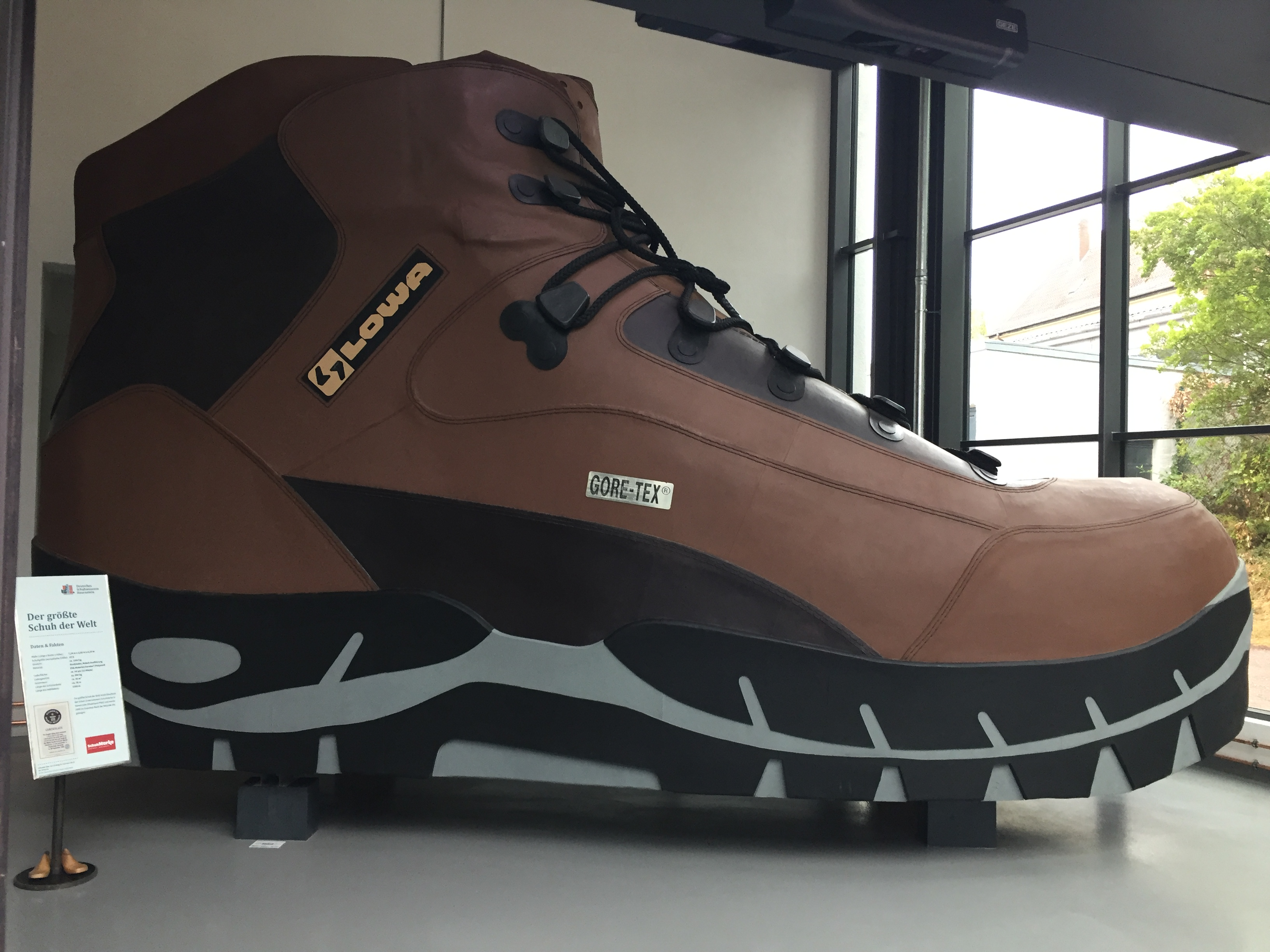
La plus grande chaussure du monde, dans le hall d'entrée.
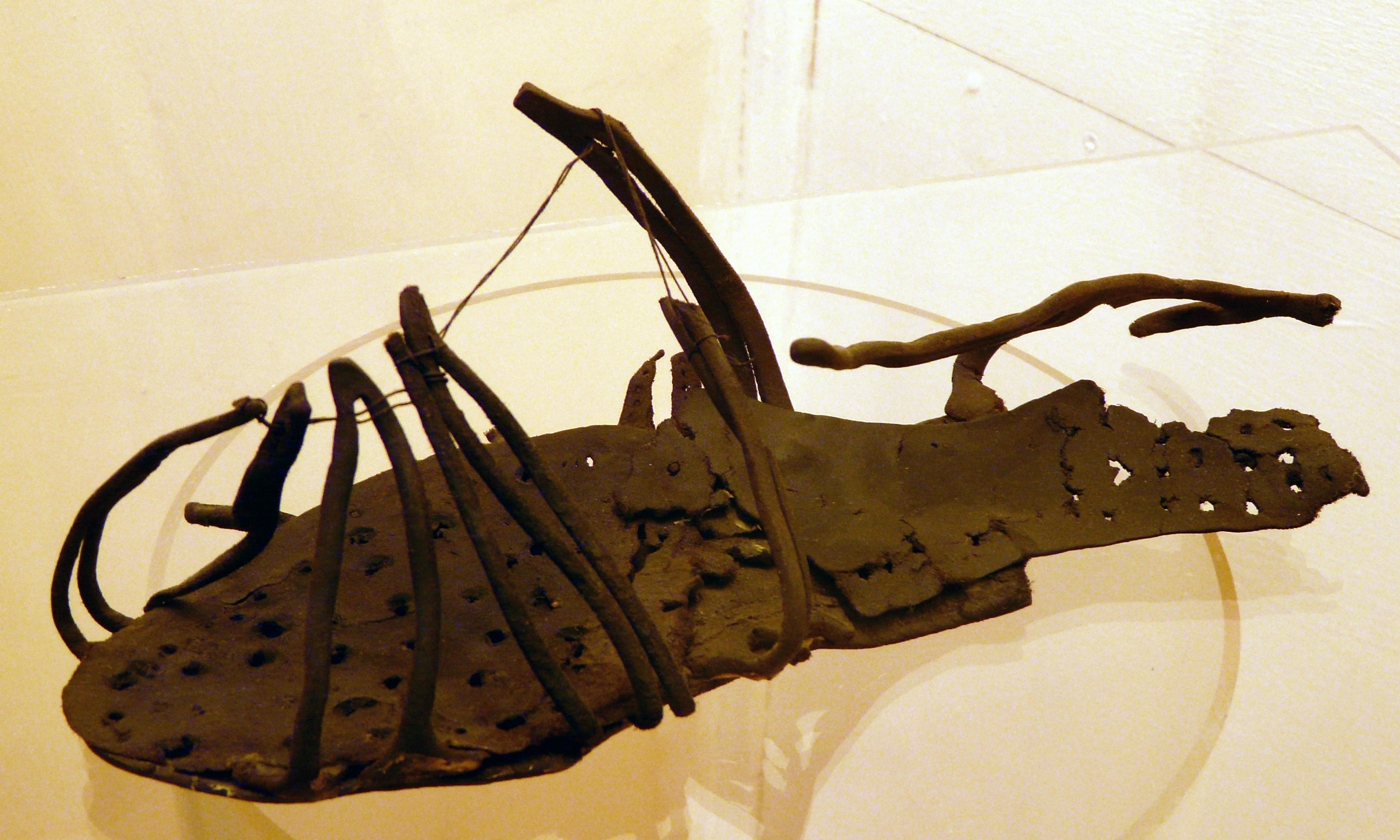
Sandale romaine, vers 200 apr. J.-C.
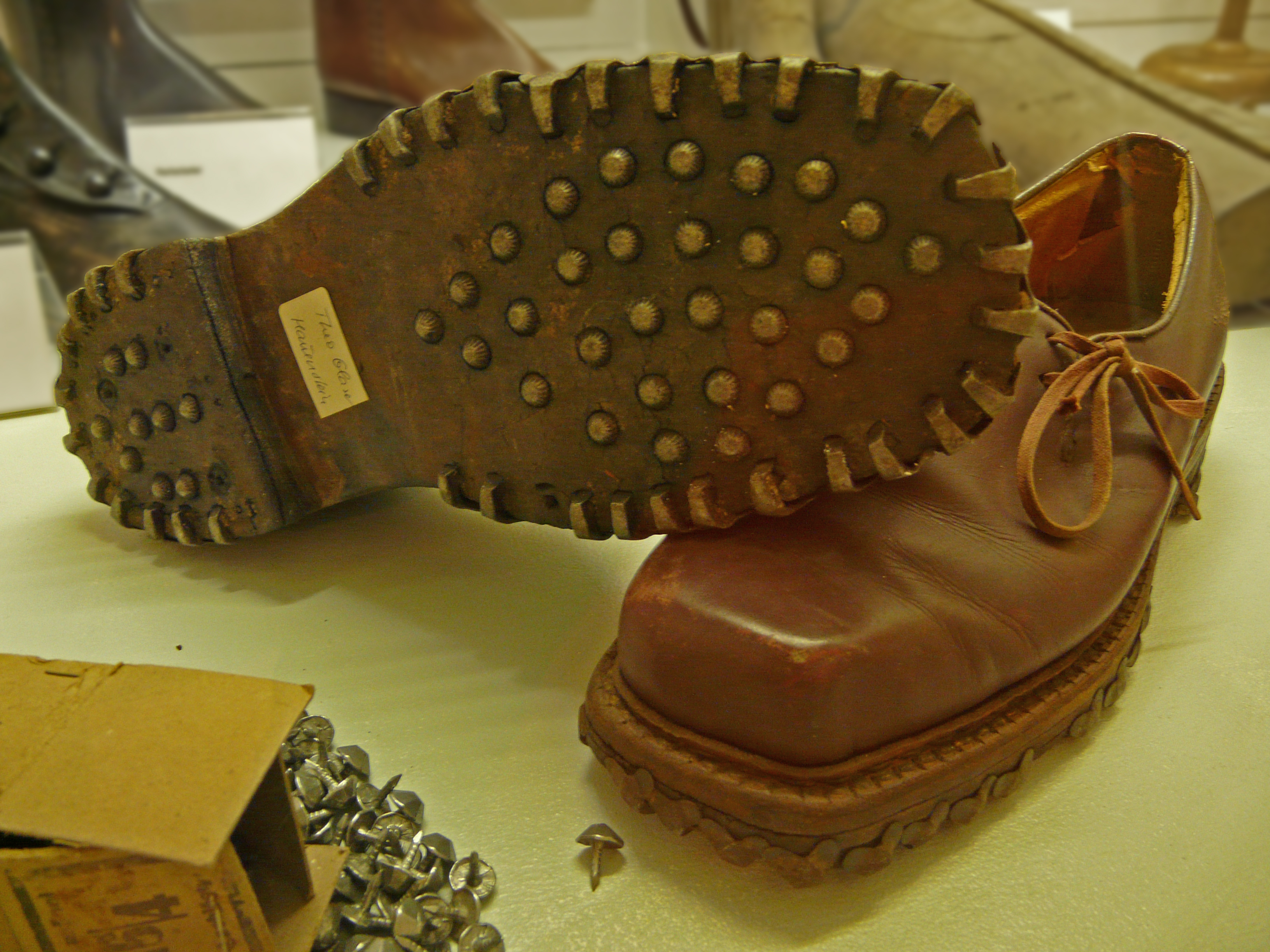
Chaussures Haferl avec laçage latéral, semelles avec agrafes et crampons de semelle.
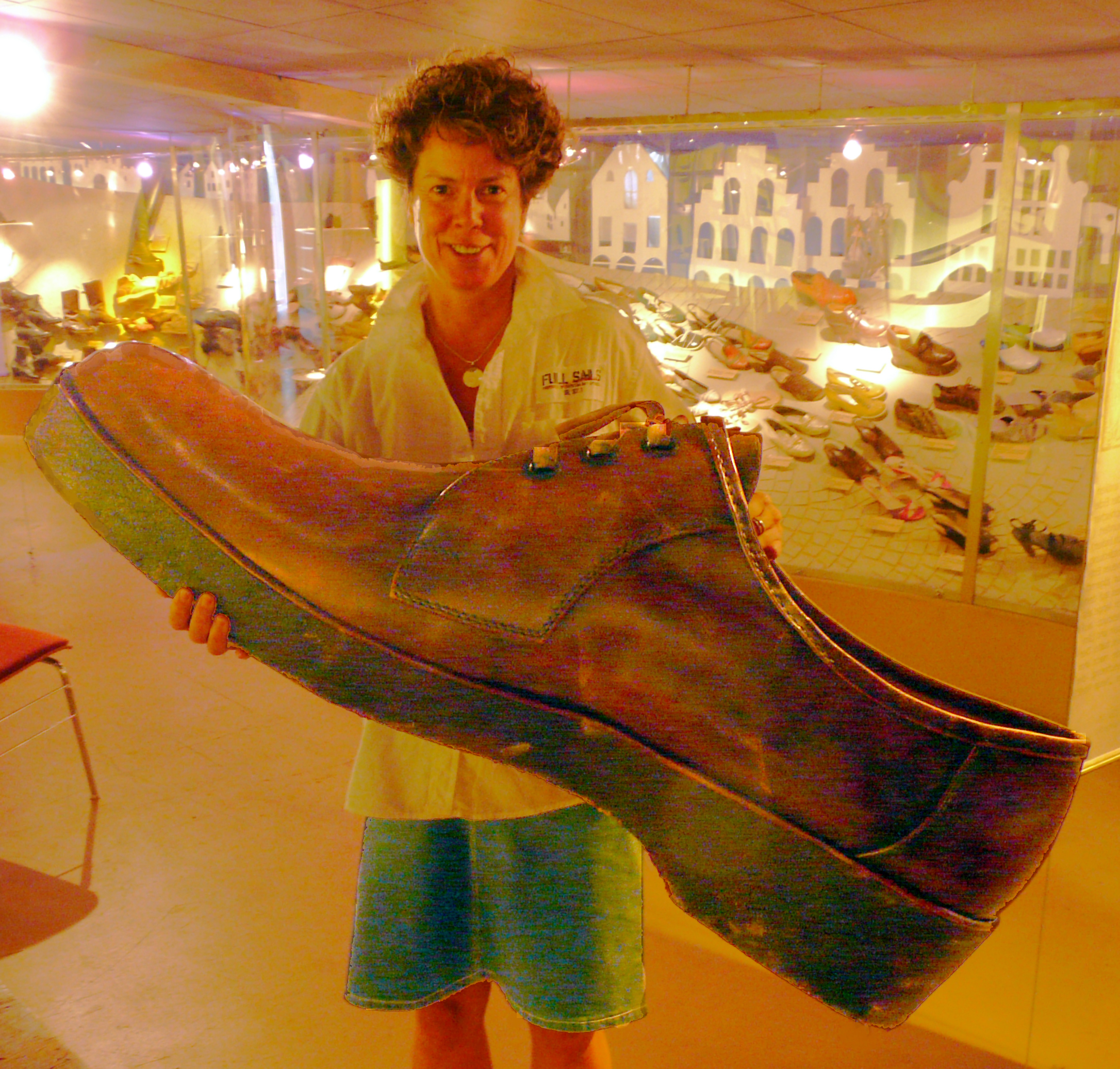
Chaussure taille 180.
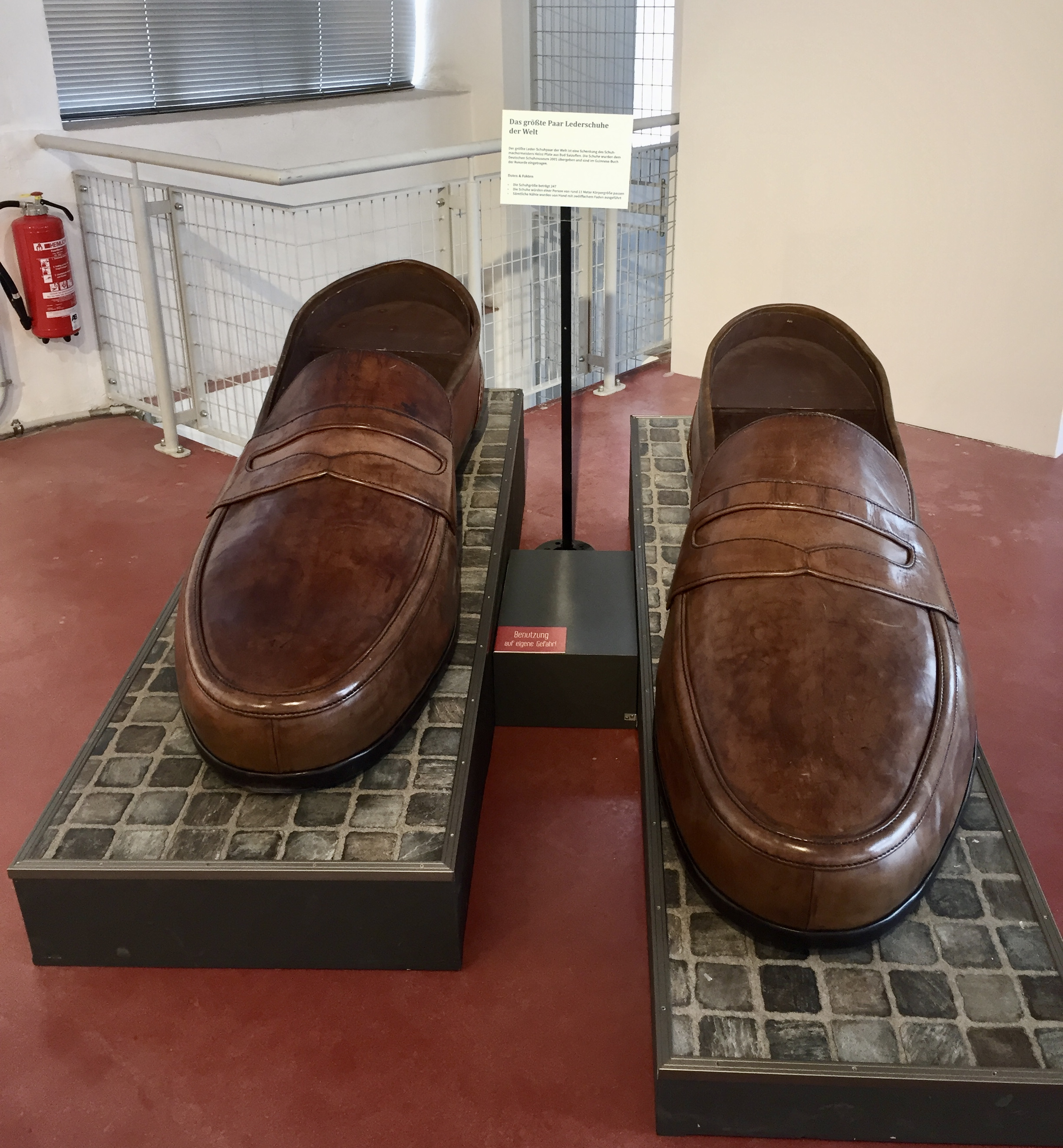
Une paire de chaussures taille 247.